# Jean Hénaff SA
Jean Hénaff SA est une entreprise française familiale fondée en 1907 par Jean Hénaff. Elle est située à Pouldreuzic (Finistère, Bretagne) et dispose d’un site industriel comprenant un abattoir intégré.  Son produit phare est le pâté Hénaff créé en 1914.

## Histoire

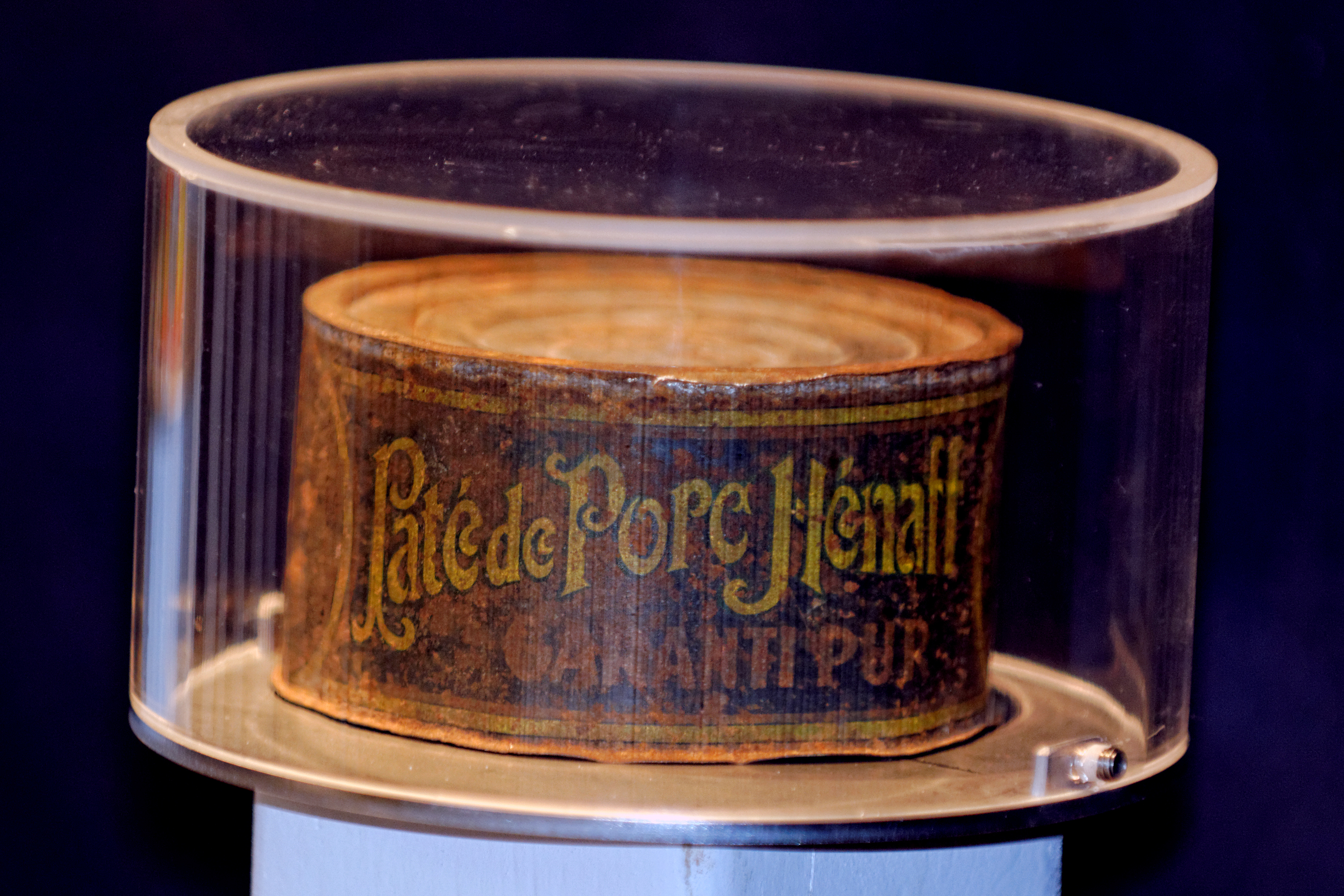
Première boîte du pâté Hénaff exposée dans le musée de la marque.

En 1907, Jean Hénaff, paysan breton de 48 ans, construit avec deux partenaires une conserverie de petits pois et haricots verts à Pouldreuzic pour permettre aux agriculteurs de vendre localement leurs productions et créer des emplois. Après le retrait du fondateur A. Gantier en 1912, la société « Jean Hénaff et Cie » voit le jour avec Joseph S. Moreau de Lizoreux qui se retire en 1917 et décède peu après. L’activité est peu prospère, surtout en basse saison des récoltes pour les 80 employés. À l’instar du poisson en boîte, Jean Hénaff se lance dans la production de pâté en boîte en 1914 pour compléter son activité, ayant recours au procédé de conservation de l'appertisation.
En associant tous les morceaux du cochon (jambons et filets) à un mélange d’épices, il donne naissance à la recette secrète qui en fait un pâté goûteux et de qualité. Ses débuts sont cependant très modestes. Bien que les produits soient un peu plus chers que les concurrents, Jean Hénaff souhaite payer un peu plus ses salariés pour « obtenir le meilleur » et continuer de rémunérer les producteurs à un prix juste pour ne pas « se couper des gens de la terre ». Une proximité qu'il conserve avec ses compatriotes quand il devient maire de Pouldreuzic pendant la guerre. Pendant la guerre 14-18, l'absence de plusieurs de ses fils partis au front n’empêche pas l'usine de tourner une partie de l'année, malgré des approvisionnements et expéditions difficiles. À la sortie de la guerre, ses fils prennent la tête d'une conserverie de poissons à Audierne. Dans les années 1920, le nombre de porcs abattus dépassant le millier, il agrandit, modernise et mécanise son usine. En 1933, Jean Hénaff lègue son affaire à quatre de ses fils. En 1939, 492 tonnes de porc sont transformées en pâtés mais, pendant la Seconde Guerre mondiale, les troupes allemandes occupant l'usine et la maison familiale, les frères Hénaff mettent aussitôt en sommeil la production du pâté, en cachant une partie des machines. Jean Hénaff décède le 26 novembre 1942. À la Libération, les nouvelles lois  ne permettent pas à l'usine de relancer une partie de son activité. Après 1949, la production du pâté reprend, la production des conserves de légumes se développe fortement et l'entreprise étend sa zone d'approvisionnement. La transformation de fruits et la fabrication de boîtes métalliques sont arrêtées.

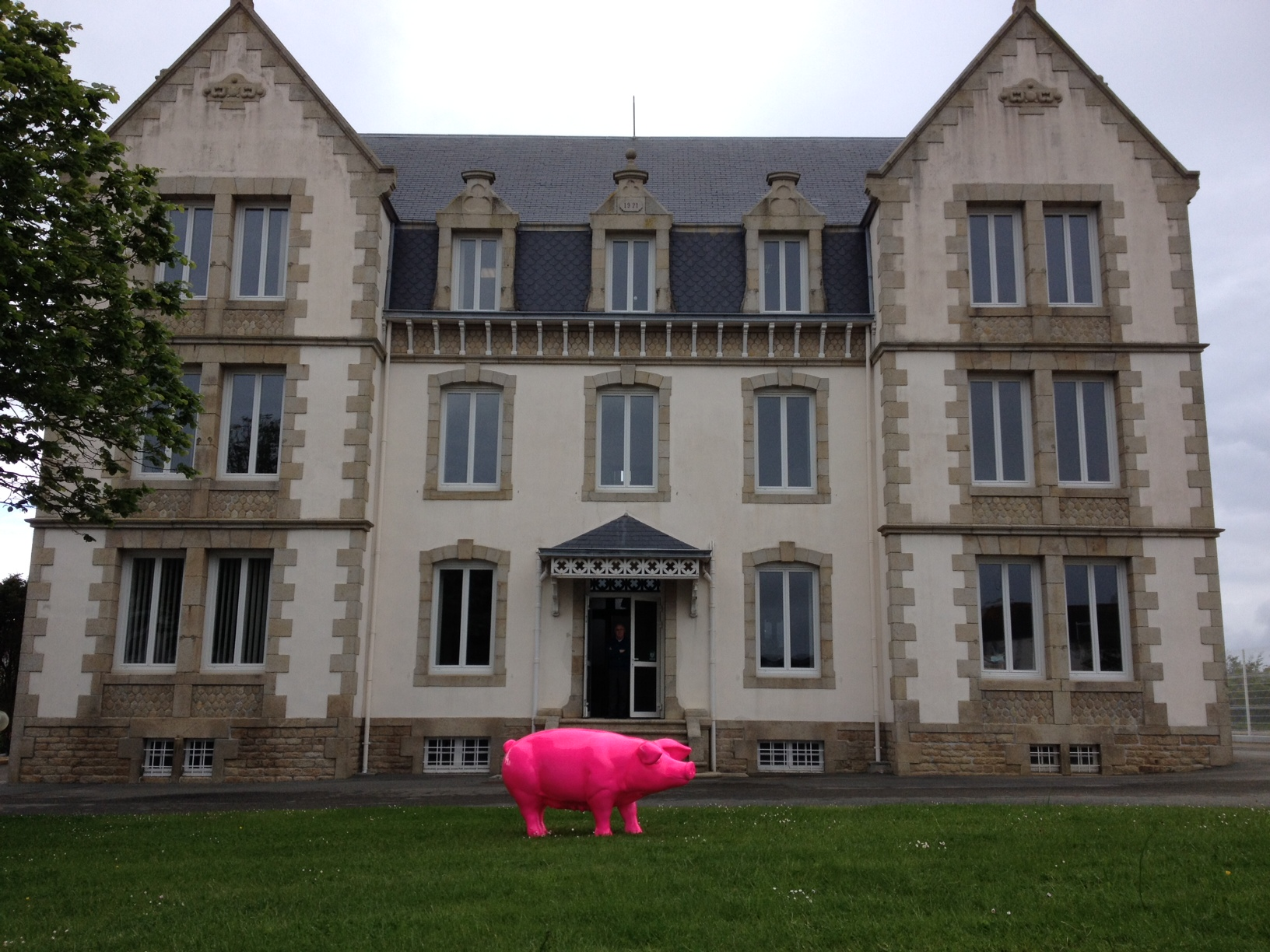
Bureaux de l'entreprise dans la maison Ker Hastell.

En 1963, Jean-Jacques Hénaff, petit-fils du fondateur Jean Hénaff et fils de Michel Hénaff, entre dans la société. En 1964, ils décident d'abandonner un projet d'usine de légumes dans l'Oise et concentrent plutôt leurs efforts sur l'usine de Pouldreuzic qu'ils renforcent et modernisent pour augmenter sa production. En 1969, la SARL créée en 1928 devient une SA, tout en gardant un capital exclusivement familial. Dès 1970, la production de petits pois et haricots est arrêtée. À la place, des plats cuisinés sont mis au point par Michel, le frère aîné de Jean-Jacques, avec l'aide de leur sœur Germaine pour l'assaisonnement. En 1972, l'entreprise lance sa première publicité télévisée, diffusée sur Antenne 2. En 1979, la production de conserves de poissons (sardines, thon, maquereaux) qui avait débuté en 1919 est arrêtée avec la fermeture de l'usine de Plouhinec-Audierne.
Dans les années 1980, l’entreprise augmente ses parts de marché de pâtés et rillettes, marché sur lequel elle est très peu présente en France. En 1981, elle élargit son offre (pâté de campagne, pâté de foie) à portée nationale. Durant ces années d’expansion, l’entreprise innove (salades à base de viande en barquette en plastique en 1984…) et étend son offre de plats cuisinés. Elle modernise également son outil de production en profondeur. Pour maîtriser totalement la fabrication du Pâté Hénaff, elle va concevoir un nouvel abattoir autour de ses spécificités. 40 000 porcs y sont abattus dès 1985.

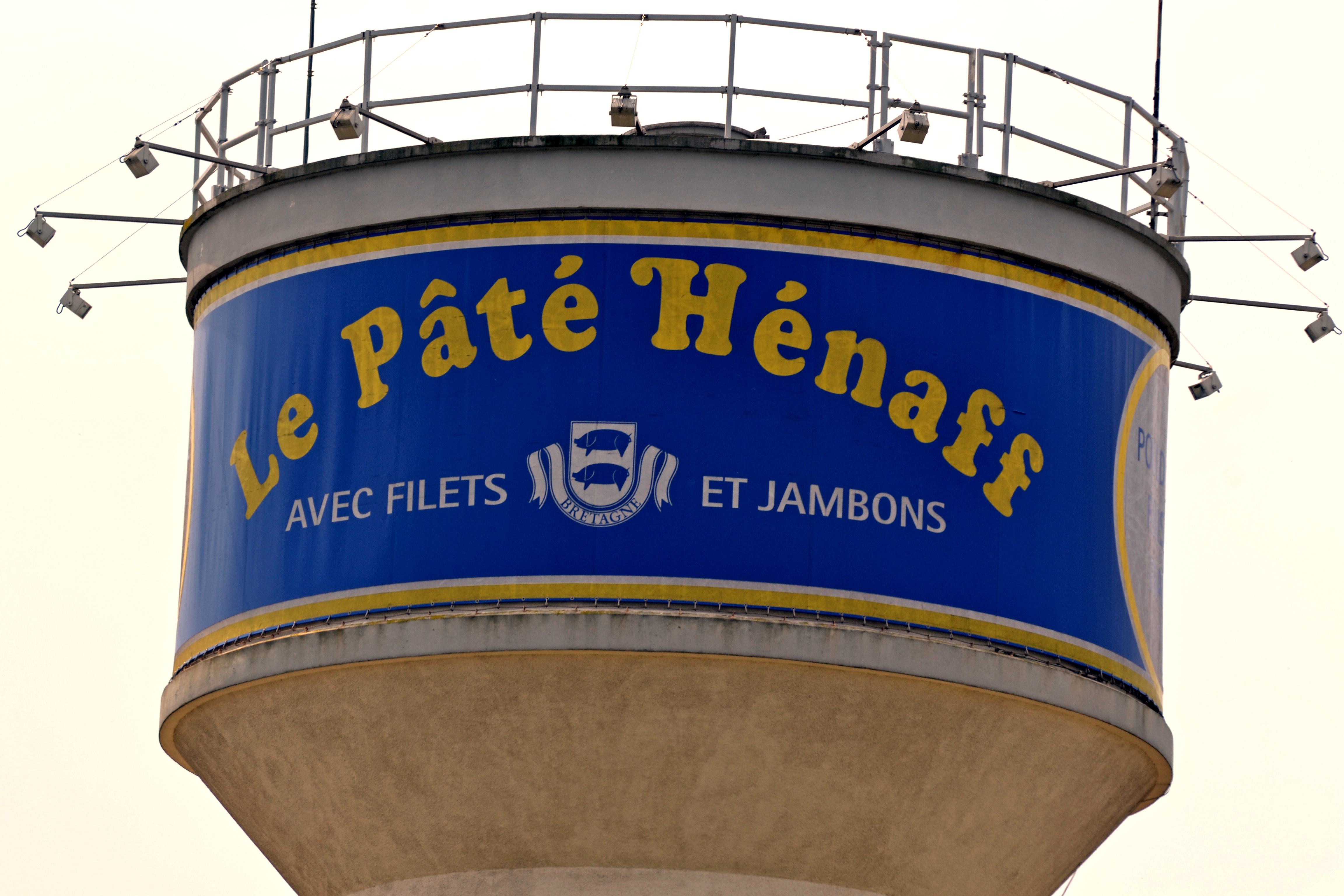
Le château d'eau de l'usine située à Pouldreuzic

1995 marque un tournant pour l’entreprise. Elle construit un atelier de produits frais et une seconde chaîne d'abattage. Elle lance alors une gamme de saucisses fraîches sur la base de la recette du Pâté Hénaff (filets et jambons du porc, sans colorant, sans conservateur, sans anti-oxygène, sans exhausteur de goût). En 1997, sa gamme de produits frais s’étend avec la création des Palets Frais, inspirée des patties américains (une nouveauté sur le marché français). Hénaff remporte le Trophée Gencod pour la traçabilité de ses unités logistiques.
Hénaff fête son centenaire en 2007 et réalise la plus grande boîte de Pâté Hénaff au monde sur le château d'eau de Pouldreuzic. Dans l’ancienne ferme de Jean Hénaff, la "Maison du Pâté Hénaff" est inaugurée, un espace muséographique afin de retracer l'histoire de l'entreprise et de son territoire, le pays Bigouden. 2010 marque l’arrivée à la direction générale de la société de la 4e génération : Loïc Hénaff, arrière-petit-fils de Jean, succède à son père Jean-Jacques. Hénaff obtient son 1er agrément Bio et lance en mai la production d’une terrine de campagne biologique (marque Ti mad certifiée Qualité France) et en 2011 des rillettes bio.
En juin 2017, l'association antispéciste L214 incrimine les conditions d'élevage des cochons dans une unité fournissant Hénaff. L'entreprise réagit en revoyant en profondeur sa filière d'approvisionnement : elle réduit son nombre d'élevages fournisseurs à moins d'une dizaine, réunis en communauté de progrès: Hénaff se donne des objectifs ambitieux portant sur le bien être animal, la conduite de l'élevage et de la ferme en elle-même. L214 salue cette initiative, unique dans la profession.
En mai 2019, Loïc Henaff révèle que son entreprise souhaite se lancer dans une production durable en prenant en compte les enjeux sociétaux et environnementaux. Son programme, appelé "Be good 2030", consiste à placer le développement durable au cœur de sa stratégie de production. La question du traitement des animaux fera également l'objet d'améliorations au niveau des conditions d'abattage et de vie.

### Nourriture spatiale
En 2013, le CNES a remis à l'entreprise un certificat l'habilitant à fournir de la nourriture à la station spatiale internationale, en particulier pour les plats de fête, mais aussi dans le cadre du protocole de nutrition Energy du CNES. Jusque-là seuls la Russie et les États-Unis étaient accrédités pour le ravitaillement en nourriture pour les astronautes de l'ISS. Les menus fournis par l'entreprise sont au nombre de 25 et répondent à un cahier des charges strict. Parmi les conditions à respecter, on trouve notamment :
- faible humidité résiduelle (afin d'éviter la formation de bulles de liquide).

- pas de génération de miettes.

- assurer une bonne stérilisation des aliments.

En 2021, une cinquantaine de boîtes contenant des plats conçus par le chef Thierry Marx sont expédiées avec la mission Alpha sur l'ISS.

## Communication

### Identité visuelle
La marque a pour couleurs dominantes le bleu et le jaune.

Logo de la marque

### Publicité
La première campagne nationale de spots de publicité radio date de 1972 (sur RTL et Europe 1), ainsi que télévisée avec Le grand père, une image basée sur la transmission intergénérationnelle et la tradition. Jusqu’au début des années 1990, la marque s’appuie sur l’authenticité et l’ancienneté de sa recette pour communiquer : en 1979, le spot télévisé montre Jean-Jacques Hénaff dans l'usine, déclarant « Je certifie l'authenticité de la recette de ce pâté ». Dans les années 1990, ce sont des consommateurs qui racontent leur expérience avec le pâté Hénaff.
Au début des années 2000, elle opte pour un ton plus décalé en misant sur la qualité des matières premières (les cochons en salle de sport). En 2006, en s’appuyant sur l’image des sports de glisse et sur son partenariat avec Fabienne d’Ortoli, Hénaff veut séduire la nouvelle génération. Après son partenariat avec Kanabeach, marque de vêtements de surf, Hénaff s'associe à A l'Aise Breizh. En 2006 est créé le Club des Amoureux du Pâté Hénaff, accueillant à l’origine des personnalités du monde de la culture, de la cuisine, du sport, puis ouvert à tous les adorateurs du Pâté Hénaff. En 2008 est diffusée une campagne télévisée nationale pour le Pâté Hénaff et régionale pour la Saucisse Hénaff.

### Sponsoring
Hénaff parraine le skipper Loïc Blanken, qui s'illustre sur le voilier Hénaff lors de la course Transat 6.50 de 1992, la compétition de surf Aberrante, les associations et clubs bretons.

### Bibliographie

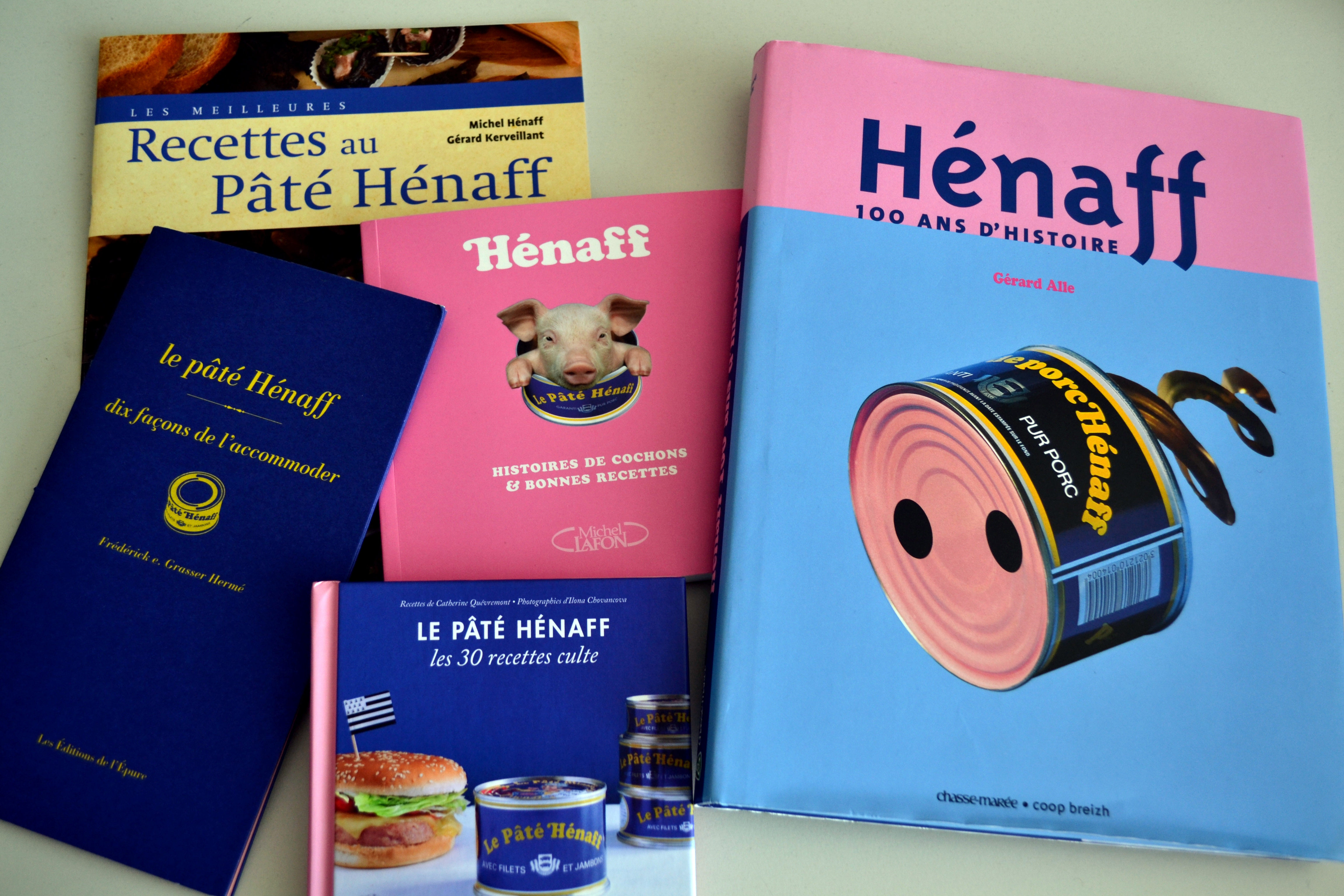
Livres de recettes et ouvrage anniversaire